# Hadena altaica
Hadena altaica là một loài bướm đêm trong họ Noctuidae.